# Mondion
Mondion est une commune du Centre-Ouest de la France, située dans le département de la Vienne en région Nouvelle-Aquitaine.

## Géographie

### Communes limitrophes
La grande ville la plus proche de Mondion est Châtellerault et se trouve à 14 km au Sud à vol d'oiseau.
|                                  | Marigny-Marmande (Indre-et-Loire) |           |
| Jaulnay (Indre-et-Loire)         | Mondion                           | Vellèches |
| Saint-Gervais-les-Trois-Clochers | Leigné-sur-Usseau                 |           |

### Climat
Pour des articles plus généraux, voir Climat de la Nouvelle-Aquitaine et Climat de la Vienne.
Historiquement, la commune est exposée à un climat océanique du nord-ouest.  
En 2020, Météo-France publie une typologie des climats de la France métropolitaine dans laquelle la commune est exposée à un climat océanique altéré et est dans la région climatique  Poitou-Charentes, caractérisée par un bon ensoleillement, particulièrement en été et des vents modérés.
Pour la période 1971-2000, la température annuelle moyenne est de 11,4 °C, avec une amplitude thermique annuelle de 15,1 °C. Le cumul annuel moyen de précipitations est de 666 mm, avec 10,5 jours de précipitations en janvier et 6,4 jours en juillet. Pour la période 1991-2020, la température moyenne annuelle observée sur la station météorologique la plus proche, située sur la commune de Courcoué à 13 km à vol d'oiseau, est de 12,5 °C et le cumul annuel moyen de précipitations est de 688,4 mm,. Pour l'avenir, les paramètres climatiques de la commune estimés pour 2050 selon différents scénarios d’émission de gaz à effet de serre sont consultables sur un site dédié publié par Météo-France en novembre 2022.

### Voies de communication et transports
Les gares les plus proches se trouvent à :
- Dangé-Saint-Romain situé à 9,35 km ;
- Les Ormes à 10,04 km ;
- Châtellerault à 14,14 km ;
- Naintré à 19,81 km ;
- Richelieu à 15,38 km.

## Urbanisme

### Typologie
Au 1er janvier 2024, Mondion est catégorisée commune rurale à habitat très dispersé, selon la nouvelle grille communale de densité à sept niveaux définie par l'Insee en 2022.
Elle est située hors unité urbaine. Par ailleurs la commune fait partie de l'aire d'attraction de Châtellerault, dont elle est une commune de la couronne,. Cette aire, qui regroupe 44 communes, est catégorisée dans les aires de 50 000 à moins de 200 000 habitants,.

### Occupation des sols
L'occupation des sols de la commune, telle qu'elle ressort de la base de données européenne d’occupation biophysique des sols Corine Land Cover (CLC), est marquée par l'importance des territoires agricoles (75,3 % en 2018), en augmentation par rapport à 1990 (74,2 %). La répartition détaillée en 2018 est la suivante : 
terres arables (57,2 %), forêts (21,1 %), zones agricoles hétérogènes (18,1 %), zones industrielles ou commerciales et réseaux de communication (3,6 %). L'évolution de l’occupation des sols de la commune et de ses infrastructures peut être observée sur les différentes représentations cartographiques du territoire : la carte de Cassini (XVIIIe siècle), la carte d'état-major (1820-1866) et les cartes ou photos aériennes de l'IGN pour la période actuelle (1950 à aujourd'hui).

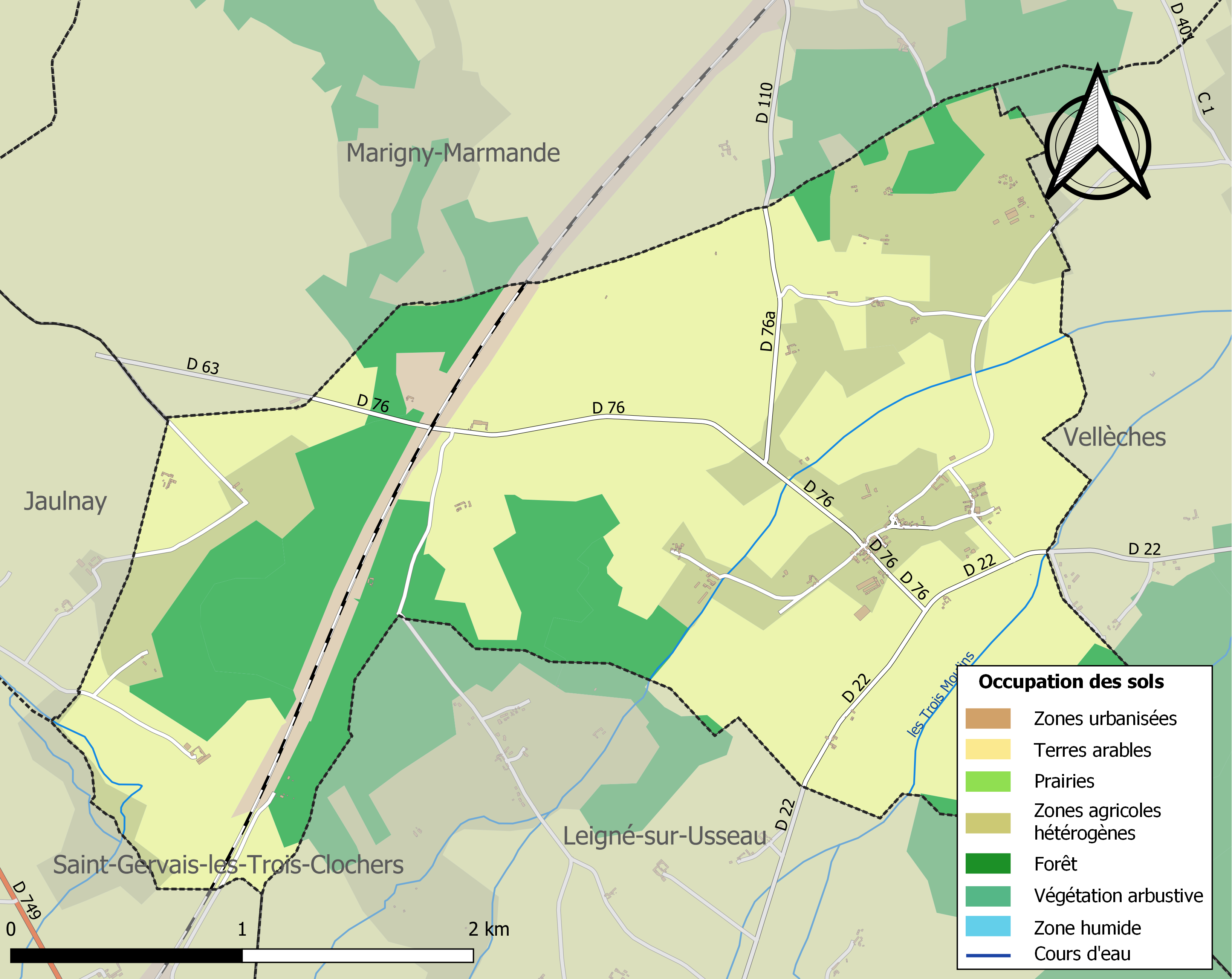
Carte des infrastructures et de l'occupation des sols de la commune en 2018 (CLC).

### Risques majeurs
Le territoire de la commune de Mondion est vulnérable à différents aléas naturels : météorologiques (tempête, orage, neige, grand froid, canicule ou sécheresse), inondations, feux de forêts, mouvements de terrains et séisme (sismicité modérée). Il est également exposé à un risque technologique,  le transport de matières dangereuses. Un site publié par le BRGM permet d'évaluer simplement et rapidement les risques d'un bien localisé soit par son adresse soit par le numéro de sa parcelle.

#### Risques naturels
Certaines parties du territoire communal sont susceptibles d’être affectées par le risque d’inondation par débordement de cours d'eau. La commune a été reconnue en état de catastrophe naturelle au titre des dommages causés par les inondations et coulées de boue survenues en 1982, 1993, 1999 et 2010,.
Mondion est exposée au risque de feu de forêt. En 2014, le deuxième plan départemental de protection des forêts contre les incendies (PDPFCI) a été adopté pour la période 2015-2024. Les obligations légales de débroussaillement dans le département sont définies dans un arrêté préfectoral du 29 mai 2015,, celles relatives à l'emploi du feu et au brûlage des déchets verts le sont dans un arrêté permanent du 24 mai 2015,.

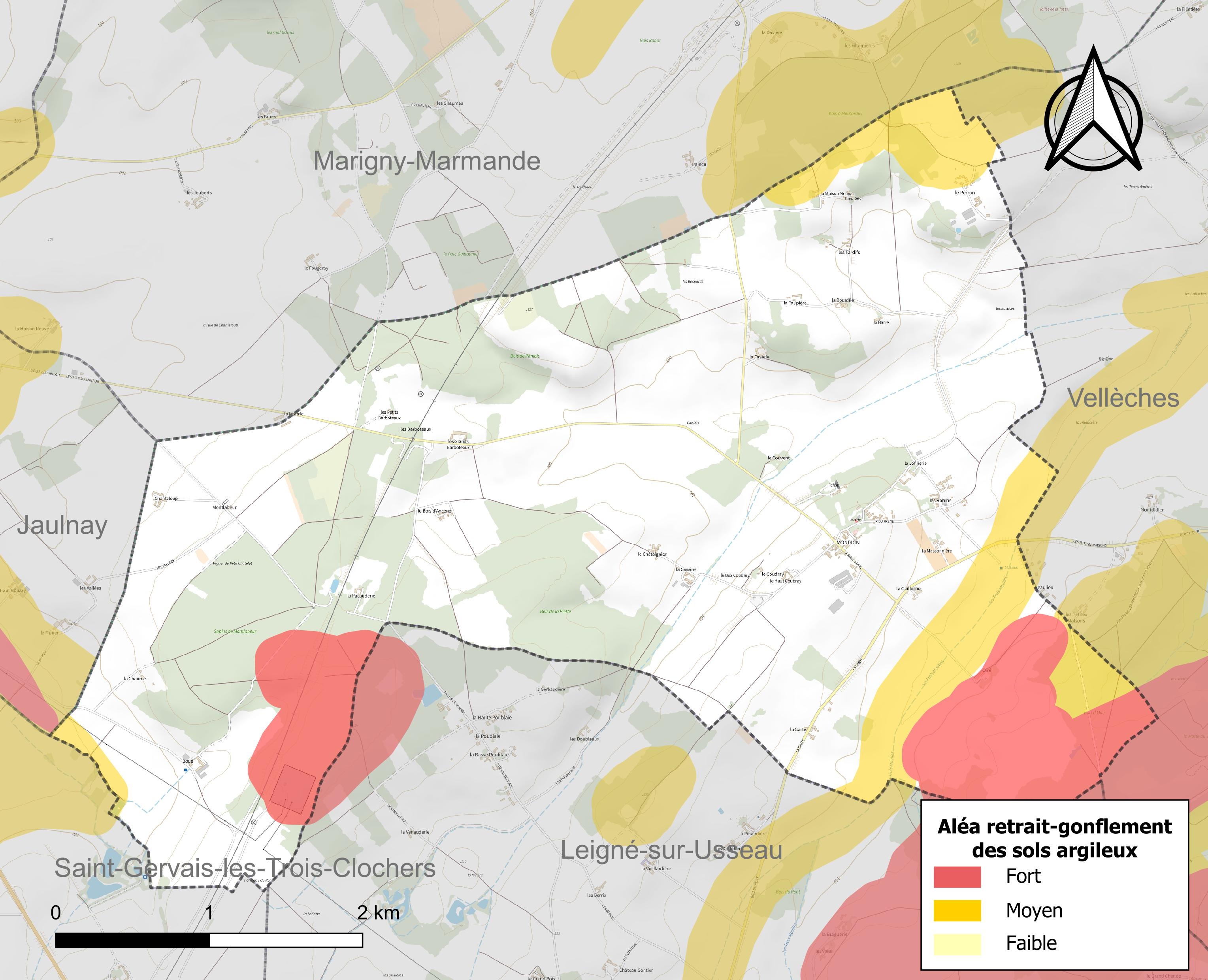
Carte des zones d'aléa retrait-gonflement des sols argileux de Mondion.

Les mouvements de terrains susceptibles de se produire sur la commune sont des affaissements et effondrements liés aux cavités souterraines (hors mines) et des tassements différentiels. Afin de mieux appréhender le risque d’affaissement de terrain, un inventaire national permet de localiser les éventuelles cavités souterraines sur la commune. Le retrait-gonflement des sols argileux est susceptible d'engendrer des dommages importants aux bâtiments en cas d’alternance de périodes de sécheresse et de pluie. 17,7 % de la superficie communale est en aléa moyen ou fort (79,5 % au niveau départemental et 48,5 % au niveau national). Depuis le 1er octobre 2020, en application de la loi ÉLAN, différentes contraintes s'imposent aux vendeurs, maîtres d'ouvrages ou constructeurs de biens situés dans une zone classée en aléa moyen ou fort,.
La commune a été reconnue en état de catastrophe naturelle au titre des dommages causés par la sécheresse en 2017 et par des mouvements de terrain en 1999 et 2010.

## Toponymie
Le nom du village pourrait avoir deux origines. Il pourrait provenir, d'abord, de la présence d'un temple bâti sur une élévation et dédié à Bacchus (en latin : Dionisius), mentionné sous la forme de Montédonis ou Mundium Dionis. Le nom pourrait aussi découler de la présence d'une église au XIIe siècle  qui dépendait du prieuré de Saint Denis-en-Vaux ; Monte Dionis pourrait alors signifier le mont de saint Denis.

## Politique et administration

### Liste des maires
| Période   | Période       | Identité          | Étiquette | Qualité |
| --------- | ------------- | ----------------- | --------- | ------- |
| mars 2001 | réélu en 2008 | Jean-Louis Poyant |           |         |

### Instances judiciaires et administratives
La commune relève du tribunal d'instance de Poitiers, du tribunal de grande instance de Poitiers, de la cour d'appel  de Poitiers, du tribunal pour enfants de Poitiers, du conseil de prud'hommes de Poitiers, du tribunal de commerce de Poitiers, du tribunal administratif de Poitiers et de la cour administrative d'appel  de  Bordeaux, du tribunal des pensions de Poitiers, du tribunal des affaires de la Sécurité sociale de la Vienne, de la cour d’assises de la Vienne.

## Démographie
L'évolution du nombre d'habitants est connue à travers les recensements de la population effectués dans la commune depuis 1793. Pour les communes de moins de 10 000 habitants, une enquête de recensement portant sur toute la population est réalisée tous les cinq ans, les populations de référence des années intermédiaires étant quant à elles estimées par interpolation ou extrapolation. Pour la commune, le premier recensement exhaustif entrant dans le cadre du nouveau dispositif a été réalisé en 2007.

En 2022, la commune comptait 118 habitants, en évolution de +13,46 % par rapport à 2016 (Vienne : +0,6 %, France hors Mayotte : +2,11 %).
| 1793 | 1800 | 1806 | 1821 | 1831 | 1836 | 1841 | 1846 | 1851 |
| ---- | ---- | ---- | ---- | ---- | ---- | ---- | ---- | ---- |
| 284  | 249  | 282  | 248  | 281  | 263  | 259  | 237  | 233  |

| 1856 | 1861 | 1866 | 1872 | 1876 | 1881 | 1886 | 1891 | 1896 |
| ---- | ---- | ---- | ---- | ---- | ---- | ---- | ---- | ---- |
| 230  | 246  | 213  | 209  | 237  | 222  | 237  | 233  | 223  |

| 1901 | 1906 | 1911 | 1921 | 1926 | 1931 | 1936 | 1946 | 1954 |
| ---- | ---- | ---- | ---- | ---- | ---- | ---- | ---- | ---- |
| 252  | 238  | 225  | 205  | 212  | 219  | 244  | 206  | 187  |

| 1962 | 1968 | 1975 | 1982 | 1990 | 1999 | 2006 | 2007 | 2012 |
| ---- | ---- | ---- | ---- | ---- | ---- | ---- | ---- | ---- |
| 178  | 142  | 124  | 123  | 132  | 149  | 137  | 135  | 114  |

| 2017 | 2022 | - | - | - | - | - | - | - |
| ---- | ---- | - | - | - | - | - | - | - |
| 106  | 118  | - | - | - | - | - | - | - |

La densité de population de la commune est de 15 hab./km2. Celle du département est  de 61 hab./km2. Elle est de 68 hab./km2 pour la région Poitou-Charentes et de 115 hab./km2 pour la France.
Les dernières statistiques démographiques pour la commune ont été fixées en 2009 et publiées en 2012. Il ressort que la mairie administre une population totale de 146 personnes. À cela il faut soustraire les résidences secondaires soit 4 personnes pour constater que la population permanente sur le territoire de la commune est de 142 habitants.
Selon l'Insee, en 2007 :
- le nombre de célibataires était de : 37,4 % dans la population ;
- les couples mariés représentaient 43 % de la population ;
- les divorcés représentaient 10,3 % de la population du bourg ;
- le nombre de veuves et veufs était de 9,3 % à Mondion.

La réparttion de la population par sexe est la suivante :
- en 1999 : 52,3 % d'hommes et 47,7 % de femmes ;
- en 2007 : 52,6 % d'hommes et 47,4 % de femmes.

## Économie

### Agriculture
Selon la direction régionale de l'Alimentation, de l'Agriculture et de la Forêt de Poitou-Charentes.
Les surfaces agricoles utilisées ont diminué et sont passées de 924 hectares en 2000 à 691 hectares en 2010. 46 % sont destinées à la culture des céréales (blé tendre essentiellement mais aussi du maïs), 13 % pour les oléagineux (tournesol) et 30 % pour le fourrage.
L'élevage de volailles a disparu au cours de cette décennie.

### Activité
Selon l'Insee, le taux d'activité était de 85,3 % en 2007 et 64,6 % en 1999.
Le taux de chômage en 2007 était de 9,4 % et en 1999 il était de 7,8 %.
Les retraités et les pré-retraités représentaient 25,2 % de la population en 2007 et 29,5 % en 1999.

## Culture locale et patrimoine

### Lieux et monuments
- Le château de Mondion : tout proche du village, le château se niche dans une clairière parmi des arbres d'essences variées, dont certains sont d'une taille impressionnante, le cachant ainsi aux regards.
- À côté d'un logis du XVIIe siècle, il est possible d'admirer les ruines du manoir de plaisance du XVe siècle de Tristant L'Hermite, conseiller, diplomate et chambellan du roi Louis XI. Le logis est percé de fenêtres à meneaux. Il est coiffé d'un toit d'ardoise à deux pans inclinés. Il est flanqué d'une tourelle polygonale qui enferme un escalier à vis. Les vastes pièces du logis étaient chauffées par de hautes cheminées. Le logis se signale par un curieux péristyle dont les colonnes ioniques, posées sur quatre degrés de pierre, supportent un fronton armoiré. Inscrite dans le toit à la Mansart, au-dessus du péristyle, une lucarne cantonnée dans des colonnettes reprend dans des dimensions plus modestes, ce motif de fronton triangulaire. Le péristyle et la lucarne ont été rajoutés à la façade initialement sobre au XIXe siècle. Il se peut que ce rajout ait été inspiré au propriétaire vers 1860 par le style des demeures coloniales aperçues lors d'un long voyage aux Antilles et dans le Sud des États-Unis. L'élévation et la toiture du château sont inscrits comme Monument historique depuis 1969.
- Église Saint-Martin de Mondion. Elle est inscrite à l'Inventaire général du patrimoine culturel[32].

### Personnalités liées à la commune
L'écrivain et traducteur Alberto Manguel y réside depuis qu'il a racheté l'ancien presbytère. C'est là qu'il a enfin établi sa bibliothèque, accueillant des milliers de volumes.